# I. A třída Brněnského kraje 1958/1959
I. A třída Brněnského kraje 1958/1959 byla jednou ze skupin 4. nejvyšší fotbalové soutěže v Československu. O titul přeborníka Brněnského kraje soutěžilo 12 týmů každý s každým dvoukolově od srpna 1958 do června 1959. Tento ročník začal v pátek 15. srpna 1958 utkáním Slovan Staré Brno – Spartak Boskovice 1:1 (poločas 0:1) a skončil v neděli 28. června 1959. Jednalo se o 10. z 11 ročníků soutěže (1949–1959/1960).

## Nové týmy v sezoně 1958/1959
- Ze skupin I. B třídy Brněnského kraje 1957/1958 (V. liga) postoupila mužstva RH Znojmo (vítěz skupiny A),[3] TJ Spartak Husovice (vítěz skupiny B)[3] a TJ Tatran Rousínov (vítěz skupiny C).[3]

## Konečná tabulka
Zdroj: 
| Poř. | Tým                        | Z  | V  | R | P  | VG | OG | B  |
| ---- | -------------------------- | -- | -- | - | -- | -- | -- | -- |
| 1.   | TJ Spartak Metra Blansko   | 22 | 11 | 7 | 4  | 54 | 50 | 29 |
| 2.   | TJ Tatran Rousínov (N)     | 22 | 12 | 3 | 7  | 36 | 32 | 27 |
| 3.   | TJ Spartak I. brněnská     | 22 | 11 | 3 | 8  | 48 | 41 | 25 |
| 4.   | TJ Slovan Moravská Třebová | 22 | 10 | 4 | 8  | 54 | 43 | 24 |
| 5.   | TJ Spartak Líšeň           | 22 | 11 | 1 | 10 | 40 | 38 | 23 |
| 6.   | RH Znojmo (N)              | 22 | 9  | 4 | 9  | 43 | 37 | 22 |
| 7.   | TJ Spartak Židenice        | 22 | 10 | 2 | 10 | 47 | 47 | 22 |
| 8.   | TJ Rudá hvězda Brno „B“    | 22 | 8  | 5 | 9  | 41 | 42 | 21 |
| 9.   | TJ Spartak Husovice (N)    | 22 | 9  | 3 | 10 | 44 | 47 | 19 |
| 10.  | TJ Slovan Ivančice         | 21 | 8  | 1 | 12 | 33 | 46 | 17 |
| 11.  | TJ Spartak Boskovice       | 21 | 6  | 4 | 11 | 32 | 36 | 16 |
| 12.  | TJ Slovan Staré Brno       | 22 | 6  | 3 | 13 | 35 | 48 | 15 |

Poznámky:
- Z = Odehrané zápasy; V = Vítězství; R = Remízy; P = Prohry; VG = Vstřelené góly; OG = Obdržené góly; B = Body; (N) = Mužstvo postoupivší z nižší soutěže (nováček)
- Chybí výsledek odloženého utkání mezi Slovanem Ivančice a Spartakem Boskovice.[2]

|  | Postup do Oblastní soutěže 1959/1960 – sk. D (III. liga)         |
|  | Sestup do skupin I. B třídy Brněnského kraje 1959/1960 (V. liga) |